# Kiele Sanchez
Kiele Michelle Sanchez (Chicago, 13 oktober 1976) is een Amerikaans actrice van Frans-Puerto Ricaanse afkomst. Na Lynne gespeeld te hebben in de televisiefilm Live Girls uit 2000, debuteerde ze datzelfde jaar op het witte doek met een naamloos rolletje in Migrating Forms. Sindsdien speelde Sanchez in een reeks andere films en verscheen ze als wederkerend personage in meer dan zestig afleveringen van televisieseries als Married to the Kellys, Related en Lost.
Vanaf 2010 heeft zij een hoofdrol in de serie The Glades.

## Filmografie
*Exclusief televisiefilms
- The Purge: Anarchy (2014)
- 30 Days of Night: Dark Days (2010)
- Black, White and Blues (2010)
- A Perfect Getaway (2009)
- Insanitarium (2008)
- Mr. Magorium's Wonder Emporium (2007)
- Football Wives (2007, televisiefilm)
- Stuck on You (2003)
- Rennie's Landing (2001)
- The Kiss (2001)
- Migrating Forms (2000)

## Televisieseries
*Exclusief eenmalige gastrollen
- The Glades -  Callie Cargill (2010 - 2011, 26 afleveringen)
- Samantha Who? - Chloe (2007-2008, vier afleveringen)
- Lost - Nikki Fernandez (2006-2007, veertien afleveringen)
- Related - Anne Sorelli (2005-2006, negentien afleveringen)
- Married to the Kellys - Susan Kelly (2003-2004, 21 afleveringen)
- That Was Then - Claudia Wills-Glass (2002, drie afleveringen)

- Biblioteca Nacional de España: XX5422560
- Bibliothèque nationale de France: cb16018085b (data)
- Gemeinsame Normdatei: 141081902
- International Standard Name Identifier: 0000 0001 1459 0249
- Library of Congress Control Number: no2008005284
- Virtual International Authority File: 166024552
- WorldCat: E39PBJx8KgFHc8qjDyR3XptdwC